# Copa Davis 1982
La Copa Davis de 1982 fue la 71.ª edición del torneo de tenis masculino más importante por naciones. Participaron dieciséis equipos en el Grupo Mundial y más de cincuenta en los diferentes grupos regionales.

## Movilidad entre grupos: 1981 a 1982
| Categoría       | Categoría   | Grupos | Grupos | Grupos | Grupos | Grupos | Grupos | Grupos | Grupos | Grupos | Grupos | Grupos | Grupos | Grupos | Grupos | Grupos | Grupos | Grupos | Grupos |
| --------------- | ----------- | --- | --- | --- | --- | --- | --- | --- | --- | --- | --- | --- | --- | --- | --- | --- | --- | --- | --- |
| 1.º             | 1.º         | Mundial · 16 equipos · \| · Alemania Fed. \| · Argentina \| · Australia \| · Checoslovaquia \| \| · Chile \| · España \| · Estados Unidos \| · Francia \| \| · Gran Bretaña \| · India \| · Italia \| · México \| \| · Nueva Zelanda \| · Rumania \| · Suecia \| · Unión Soviética \| \| --------------- \| ----------- \| ---------------- \| ----------------- \| | Mundial · 16 equipos · \| · Alemania Fed. \| · Argentina \| · Australia \| · Checoslovaquia \| \| · Chile \| · España \| · Estados Unidos \| · Francia \| \| · Gran Bretaña \| · India \| · Italia \| · México \| \| · Nueva Zelanda \| · Rumania \| · Suecia \| · Unión Soviética \| \| --------------- \| ----------- \| ---------------- \| ----------------- \| | Mundial · 16 equipos · \| · Alemania Fed. \| · Argentina \| · Australia \| · Checoslovaquia \| \| · Chile \| · España \| · Estados Unidos \| · Francia \| \| · Gran Bretaña \| · India \| · Italia \| · México \| \| · Nueva Zelanda \| · Rumania \| · Suecia \| · Unión Soviética \| \| --------------- \| ----------- \| ---------------- \| ----------------- \| | Mundial · 16 equipos · \| · Alemania Fed. \| · Argentina \| · Australia \| · Checoslovaquia \| \| · Chile \| · España \| · Estados Unidos \| · Francia \| \| · Gran Bretaña \| · India \| · Italia \| · México \| \| · Nueva Zelanda \| · Rumania \| · Suecia \| · Unión Soviética \| \| --------------- \| ----------- \| ---------------- \| ----------------- \| | Mundial · 16 equipos · \| · Alemania Fed. \| · Argentina \| · Australia \| · Checoslovaquia \| \| · Chile \| · España \| · Estados Unidos \| · Francia \| \| · Gran Bretaña \| · India \| · Italia \| · México \| \| · Nueva Zelanda \| · Rumania \| · Suecia \| · Unión Soviética \| \| --------------- \| ----------- \| ---------------- \| ----------------- \| | Mundial · 16 equipos · \| · Alemania Fed. \| · Argentina \| · Australia \| · Checoslovaquia \| \| · Chile \| · España \| · Estados Unidos \| · Francia \| \| · Gran Bretaña \| · India \| · Italia \| · México \| \| · Nueva Zelanda \| · Rumania \| · Suecia \| · Unión Soviética \| \| --------------- \| ----------- \| ---------------- \| ----------------- \| | Mundial · 16 equipos · \| · Alemania Fed. \| · Argentina \| · Australia \| · Checoslovaquia \| \| · Chile \| · España \| · Estados Unidos \| · Francia \| \| · Gran Bretaña \| · India \| · Italia \| · México \| \| · Nueva Zelanda \| · Rumania \| · Suecia \| · Unión Soviética \| \| --------------- \| ----------- \| ---------------- \| ----------------- \| | Mundial · 16 equipos · \| · Alemania Fed. \| · Argentina \| · Australia \| · Checoslovaquia \| \| · Chile \| · España \| · Estados Unidos \| · Francia \| \| · Gran Bretaña \| · India \| · Italia \| · México \| \| · Nueva Zelanda \| · Rumania \| · Suecia \| · Unión Soviética \| \| --------------- \| ----------- \| ---------------- \| ----------------- \| | Mundial · 16 equipos · \| · Alemania Fed. \| · Argentina \| · Australia \| · Checoslovaquia \| \| · Chile \| · España \| · Estados Unidos \| · Francia \| \| · Gran Bretaña \| · India \| · Italia \| · México \| \| · Nueva Zelanda \| · Rumania \| · Suecia \| · Unión Soviética \| \| --------------- \| ----------- \| ---------------- \| ----------------- \| | Mundial · 16 equipos · \| · Alemania Fed. \| · Argentina \| · Australia \| · Checoslovaquia \| \| · Chile \| · España \| · Estados Unidos \| · Francia \| \| · Gran Bretaña \| · India \| · Italia \| · México \| \| · Nueva Zelanda \| · Rumania \| · Suecia \| · Unión Soviética \| \| --------------- \| ----------- \| ---------------- \| ----------------- \| | Mundial · 16 equipos · \| · Alemania Fed. \| · Argentina \| · Australia \| · Checoslovaquia \| \| · Chile \| · España \| · Estados Unidos \| · Francia \| \| · Gran Bretaña \| · India \| · Italia \| · México \| \| · Nueva Zelanda \| · Rumania \| · Suecia \| · Unión Soviética \| \| --------------- \| ----------- \| ---------------- \| ----------------- \| | Mundial · 16 equipos · \| · Alemania Fed. \| · Argentina \| · Australia \| · Checoslovaquia \| \| · Chile \| · España \| · Estados Unidos \| · Francia \| \| · Gran Bretaña \| · India \| · Italia \| · México \| \| · Nueva Zelanda \| · Rumania \| · Suecia \| · Unión Soviética \| \| --------------- \| ----------- \| ---------------- \| ----------------- \| | Mundial · 16 equipos · \| · Alemania Fed. \| · Argentina \| · Australia \| · Checoslovaquia \| \| · Chile \| · España \| · Estados Unidos \| · Francia \| \| · Gran Bretaña \| · India \| · Italia \| · México \| \| · Nueva Zelanda \| · Rumania \| · Suecia \| · Unión Soviética \| \| --------------- \| ----------- \| ---------------- \| ----------------- \| | Mundial · 16 equipos · \| · Alemania Fed. \| · Argentina \| · Australia \| · Checoslovaquia \| \| · Chile \| · España \| · Estados Unidos \| · Francia \| \| · Gran Bretaña \| · India \| · Italia \| · México \| \| · Nueva Zelanda \| · Rumania \| · Suecia \| · Unión Soviética \| \| --------------- \| ----------- \| ---------------- \| ----------------- \| | Mundial · 16 equipos · \| · Alemania Fed. \| · Argentina \| · Australia \| · Checoslovaquia \| \| · Chile \| · España \| · Estados Unidos \| · Francia \| \| · Gran Bretaña \| · India \| · Italia \| · México \| \| · Nueva Zelanda \| · Rumania \| · Suecia \| · Unión Soviética \| \| --------------- \| ----------- \| ---------------- \| ----------------- \| | Mundial · 16 equipos · \| · Alemania Fed. \| · Argentina \| · Australia \| · Checoslovaquia \| \| · Chile \| · España \| · Estados Unidos \| · Francia \| \| · Gran Bretaña \| · India \| · Italia \| · México \| \| · Nueva Zelanda \| · Rumania \| · Suecia \| · Unión Soviética \| \| --------------- \| ----------- \| ---------------- \| ----------------- \| | Mundial · 16 equipos · \| · Alemania Fed. \| · Argentina \| · Australia \| · Checoslovaquia \| \| · Chile \| · España \| · Estados Unidos \| · Francia \| \| · Gran Bretaña \| · India \| · Italia \| · México \| \| · Nueva Zelanda \| · Rumania \| · Suecia \| · Unión Soviética \| \| --------------- \| ----------- \| ---------------- \| ----------------- \| | Mundial · 16 equipos · \| · Alemania Fed. \| · Argentina \| · Australia \| · Checoslovaquia \| \| · Chile \| · España \| · Estados Unidos \| · Francia \| \| · Gran Bretaña \| · India \| · Italia \| · México \| \| · Nueva Zelanda \| · Rumania \| · Suecia \| · Unión Soviética \| \| --------------- \| ----------- \| ---------------- \| ----------------- \| |
| 2.º             | 2.º         | Zona de Europa/África A · 11 equipos · Argelia · Austria · Finlandia · Grecia · Irlanda · Luxemburgo · Marruecos · Mónaco · Polonia · Suiza · Turquía · | Zona de Europa/África B · 11 equipos · Bélgica · Bulgaria · Dinamarca · Egipto · Hungría · Israel · Noruega · Países Bajos · Portugal · (N) Túnez · Yugoslavia · | Zona de Oriente · 10 equipos · China Taipéi · Corea del Sur · (N) Filipinas · (N) Hong Kong · Indonesia · Japón · Malasia · Pakistán · (N) Sri Lanka · Tailandia · | Zona de América · 10 equipos · (N) Bolivia · Brasil · Canadá · Colombia · Ecuador · Indias Occ./Caribe · (N) Paraguay · Perú · Uruguay · Venezuela · | | | | | | | | | | | | | | |
| · Alemania Fed. | · Argentina | · Australia | · Checoslovaquia | | | | | | | | | | | | | | | | |
| · Chile         | · España    | · Estados Unidos | · Francia | | | | | | | | | | | | | | | | |
| · Gran Bretaña  | · India     | · Italia | · México | | | | | | | | | | | | | | | | |
| · Nueva Zelanda | · Rumania   | · Suecia | · Unión Soviética | | | | | | | | | | | | | | | | |

## Grupo Mundial

### Eliminatorias
|  | Octavos de final | Octavos de final |                |   | Cuartos de final | Cuartos de final |  |  | Semifinales | Semifinales |  |  | Final           | Final           |
|  | 5-7 marzo        | 5-7 marzo        |                |   | 9-11 julio       | 9-11 julio       |  |  | 1-3 octubre | 1-3 octubre |  |  | 26-28 noviembre | 26-28 noviembre |
|  |                  |                  |                |   |                  |                  |  |  |             |             |  |  |                 |                 |
|  |                  |                  |                |   |                  |                  |  |  |             |             |  |  |                 |                 |
|  |                  |                  |                |   |                  |                  |  |  |             |             |  |  |                 |                 |
|  | Estados Unidos   | 4                |                |   |                  |                  |  |  |             |             |  |  |                 |                 |
|  | Estados Unidos   | 4                |                |   |                  |                  |  |  |             |             |  |  |                 |                 |
|  | India            | 1                |                |   |                  |                  |  |  |             |             |  |  |                 |                 |
|  | India            | 1                | Estados Unidos | 3 |                  |                  |  |  |             |             |  |  |                 |                 |
|  |                  |                  |                | 3 |                  |                  |  |  |             |             |  |  |                 |                 |
|  |                  | Suecia           | 2              |   |                  |                  |  |  |             |             |  |  |                 |                 |
|  | Suecia           | Suecia           | 2              | 4 |                  |                  |  |  |             |             |  |  |                 |                 |
|  | Suecia           |                  |                | 4 |                  |                  |  |  |             |             |  |  |                 |                 |
|  | Unión Soviética  | 1                |                |   |                  |                  |  |  |             |             |  |  |                 |                 |
|  | Unión Soviética  | 1                | Estados Unidos | 5 |                  |                  |  |  |             |             |  |  |                 |                 |
|  |                  |                  |                | 5 |                  |                  |  |  |             |             |  |  |                 |                 |
|  |                  | Australia        | 0              |   |                  |                  |  |  |             |             |  |  |                 |                 |
|  | Australia        | Australia        | 0              | 3 |                  |                  |  |  |             |             |  |  |                 |                 |
|  | Australia        |                  |                | 3 |                  |                  |  |  |             |             |  |  |                 |                 |
|  | México           | 2                |                |   |                  |                  |  |  |             |             |  |  |                 |                 |
|  | México           | 2                | Australia      | 4 |                  |                  |  |  |             |             |  |  |                 |                 |
|  |                  |                  |                | 4 |                  |                  |  |  |             |             |  |  |                 |                 |
|  |                  | Chile            | 1              |   |                  |                  |  |  |             |             |  |  |                 |                 |
|  | Rumanía          | Chile            | 1              | 1 |                  |                  |  |  |             |             |  |  |                 |                 |
|  | Rumanía          |                  |                | 1 |                  |                  |  |  |             |             |  |  |                 |                 |
|  | Chile            | 3                |                |   |                  |                  |  |  |             |             |  |  |                 |                 |
|  | Chile            | 3                | Estados Unidos | 4 |                  |                  |  |  |             |             |  |  |                 |                 |
|  |                  |                  |                | 4 |                  |                  |  |  |             |             |  |  |                 |                 |
|  |                  | Francia          | 1              |   |                  |                  |  |  |             |             |  |  |                 |                 |
|  | España           | Francia          | 1              | 2 |                  |                  |  |  |             |             |  |  |                 |                 |
|  | España           |                  |                | 2 |                  |                  |  |  |             |             |  |  |                 |                 |
|  | Nueva Zelanda    | 3                |                |   |                  |                  |  |  |             |             |  |  |                 |                 |
|  | Nueva Zelanda    | 3                | Nueva Zelanda  | 3 |                  |                  |  |  |             |             |  |  |                 |                 |
|  |                  |                  |                | 3 |                  |                  |  |  |             |             |  |  |                 |                 |
|  |                  | Italia           | 2              |   |                  |                  |  |  |             |             |  |  |                 |                 |
|  | Italia           | Italia           | 2              | 3 |                  |                  |  |  |             |             |  |  |                 |                 |
|  | Italia           |                  |                | 3 |                  |                  |  |  |             |             |  |  |                 |                 |
|  | Gran Bretaña     | 2                |                |   |                  |                  |  |  |             |             |  |  |                 |                 |
|  | Gran Bretaña     | 2                | Nueva Zelanda  | 2 |                  |                  |  |  |             |             |  |  |                 |                 |
|  |                  |                  |                | 2 |                  |                  |  |  |             |             |  |  |                 |                 |
|  |                  | Francia          | 3              |   |                  |                  |  |  |             |             |  |  |                 |                 |
|  | Alemania Fed.    | Francia          | 3              | 0 |                  |                  |  |  |             |             |  |  |                 |                 |
|  | Alemania Fed.    |                  |                | 0 |                  |                  |  |  |             |             |  |  |                 |                 |
|  | Checoslovaquia   | 5                |                |   |                  |                  |  |  |             |             |  |  |                 |                 |
|  | Checoslovaquia   | 5                | Checoslovaquia | 2 |                  |                  |  |  |             |             |  |  |                 |                 |
|  |                  |                  |                | 2 |                  |                  |  |  |             |             |  |  |                 |                 |
|  |                  | Francia          | 3              |   |                  |                  |  |  |             |             |  |  |                 |                 |
|  | Francia          | Francia          | 3              | 3 |                  |                  |  |  |             |             |  |  |                 |                 |
|  | Francia          |                  |                | 3 |                  |                  |  |  |             |             |  |  |                 |                 |
|  | Argentina        | 2                |                |   |                  |                  |  |  |             |             |  |  |                 |                 |
|  | Argentina        | 2                |                |   |                  |                  |  |  |             |             |  |  |                 |                 |

- En cursiva equipos que juegan de local.

### Semifinales
| | Bandera de Australia      | Australia                     | 1 | 4 | Estados Unidos | Bandera de Estados Unidos |  |
| --- | ------------------------- | ----------------------------- | - | - | -------------- | ------------------------- |  |
| Entertainment Centre, Perth, Australia 1 a 3 de octubre de 1982 |                           |                               |   |   |                |                           |  |
| \| 1 \| \| Peter McNamara \| 4 \| 6 \| 2 \| 4 \| \| \| 1 \| \| John McEnroe \| 6 \| 4 \| 6 \| 6 \| \| \| 2 \| \| John Alexander \| 4 \| 6 \| 1 \| 2 \| \| \| 2 \| \| Gene Mayer \| 6 \| 3 \| 6 \| 6 \| \| \| 3 \| \| Henri Leconte - Yannick Noah \| 2 \| 2 \| 6 \| 6 \| \| \| 3 \| \| Peter McNamara - Paul McNamee \| 6 \| 6 \| 3 \| 8 \| \| \| 4 \| \| Mark Edmondson \| 3 \| 3 \| \| \| \| \| 4 \| \| Gene Mayer \| 6 \| 6 \| \| \| \| \| 5 \| \| John Alexander \| 4 \| 3 \| \| \| \| \| 5 \| \| John McEnroe \| 6 \| 6 \| \| \| \| |                           |                               |   |   |                |                           |  |
| 1 | Bandera de Australia      | Peter McNamara                | 4 | 6 | 2              | 4                         |  |
| 1 | Bandera de Estados Unidos | John McEnroe                  | 6 | 4 | 6              | 6                         |  |
| 2 | Bandera de Australia      | John Alexander                | 4 | 6 | 1              | 2                         |  |
| 2 | Bandera de Estados Unidos | Gene Mayer                    | 6 | 3 | 6              | 6                         |  |
| 3 | Bandera de Australia      | Henri Leconte - Yannick Noah  | 2 | 2 | 6              | 6                         |  |
| 3 | Bandera de Estados Unidos | Peter McNamara - Paul McNamee | 6 | 6 | 3              | 8                         |  |
| 4 | Bandera de Australia      | Mark Edmondson                | 3 | 3 |                |                           |  |
| 4 | Bandera de Estados Unidos | Gene Mayer                    | 6 | 6 |                |                           |  |
| 5 | Bandera de Australia      | John Alexander                | 4 | 3 |                |                           |  |
| 5 | Bandera de Estados Unidos | John McEnroe                  | 6 | 6 |                |                           |  |

| | Bandera de Francia       | Francia                       | 3 | 2 | Nueva Zelanda | Bandera de Nueva Zelanda |  |
| --- | ------------------------ | ----------------------------- | - | - | ------------- | ------------------------ |  |
| Aix Country Club, Aix-en-Provence, Francia 1 a 3 de octubre de 1982 |                          |                               |   |   |               |                          |  |
| \| 1 \| \| Thierry Tulasne \| 6 \| 4 \| 7 \| 6 \| \| \| 1 \| \| Russell Simpson \| 3 \| 6 \| 5 \| 2 \| \| \| 2 \| \| Yannick Noah \| 6 \| 6 \| 7 \| \| \| \| 2 \| \| Chris Lewis \| 3 \| 1 \| 5 \| \| \| \| 3 \| \| Henri Leconte - Yannick Noah \| 3 \| 7 \| 4 \| \| \| \| 3 \| \| Chris Lewis - Russell Simpson \| 6 \| 9 \| 6 \| \| \| \| 4 \| \| Thierry Tulasne \| 4 \| 2 \| 4 \| \| \| \| 4 \| \| Chris Lewis \| 6 \| 6 \| 6 \| \| \| \| 5 \| \| Yannick Noah \| 6 \| 6 \| 6 \| \| \| \| 5 \| \| Russell Simpson \| 2 \| 2 \| 2 \| \| \| |                          |                               |   |   |               |                          |  |
| 1 | Bandera de Francia       | Thierry Tulasne               | 6 | 4 | 7             | 6                        |  |
| 1 | Bandera de Nueva Zelanda | Russell Simpson               | 3 | 6 | 5             | 2                        |  |
| 2 | Bandera de Francia       | Yannick Noah                  | 6 | 6 | 7             |                          |  |
| 2 | Bandera de Nueva Zelanda | Chris Lewis                   | 3 | 1 | 5             |                          |  |
| 3 | Bandera de Francia       | Henri Leconte - Yannick Noah  | 3 | 7 | 4             |                          |  |
| 3 | Bandera de Nueva Zelanda | Chris Lewis - Russell Simpson | 6 | 9 | 6             |                          |  |
| 4 | Bandera de Francia       | Thierry Tulasne               | 4 | 2 | 4             |                          |  |
| 4 | Bandera de Nueva Zelanda | Chris Lewis                   | 6 | 6 | 6             |                          |  |
| 5 | Bandera de Francia       | Yannick Noah                  | 6 | 6 | 6             |                          |  |
| 5 | Bandera de Nueva Zelanda | Russell Simpson               | 2 | 2 | 2             |                          |  |

### Final
| | Bandera de Francia        | Francia                      | 1  | 4 | Estados Unidos | Bandera de Estados Unidos |   |
| --- | ------------------------- | ---------------------------- | -- | - | -------------- | ------------------------- | - |
| Palais des Sports, Grenoble, Francia 26 a 28 de noviembre de 1982 |                           |                              |    |   |                |                           |   |
| \| 1 \| \| Yannick Noah \| 10 \| 6 \| 6 \| 2 \| 3 \| \| 1 \| \| John McEnroe \| 12 \| 1 \| 3 \| 6 \| 6 \| \| 2 \| \| Henri Leconte \| 2 \| 2 \| 9 \| 4 \| \| \| 2 \| \| Gene Mayer \| 6 \| 6 \| 7 \| 6 \| \| \| 3 \| \| Henri Leconte - Yannick Noah \| 3 \| 4 \| 7 \| \| \| \| 3 \| \| Peter Fleming - John McEnroe \| 6 \| 6 \| 9 \| \| \| \| 4 \| \| Yannick Noah \| 6 \| 6 \| \| \| \| \| 4 \| \| Gene Mayer \| 0 \| 1 \| \| \| \| \| 5 \| \| Henri Leconte \| 2 \| 3 \| \| \| \| \| 5 \| \| John McEnroe \| 6 \| 6 \| \| \| \| |                           |                              |    |   |                |                           |   |
| 1 | Bandera de Francia        | Yannick Noah                 | 10 | 6 | 6              | 2                         | 3 |
| 1 | Bandera de Estados Unidos | John McEnroe                 | 12 | 1 | 3              | 6                         | 6 |
| 2 | Bandera de Francia        | Henri Leconte                | 2  | 2 | 9              | 4                         |   |
| 2 | Bandera de Estados Unidos | Gene Mayer                   | 6  | 6 | 7              | 6                         |   |
| 3 | Bandera de Francia        | Henri Leconte - Yannick Noah | 3  | 4 | 7              |                           |   |
| 3 | Bandera de Estados Unidos | Peter Fleming - John McEnroe | 6  | 6 | 9              |                           |   |
| 4 | Bandera de Francia        | Yannick Noah                 | 6  | 6 |                |                           |   |
| 4 | Bandera de Estados Unidos | Gene Mayer                   | 0  | 1 |                |                           |   |
| 5 | Bandera de Francia        | Henri Leconte                | 2  | 3 |                |                           |   |
| 5 | Bandera de Estados Unidos | John McEnroe                 | 6  | 6 |                |                           |   |

## Repesca al Grupo Mundial de 1983
Los equipos perdedores de los octavos de final debían jugar entre sí para mantener la categoría.
| Sede de la confrontación | Superficie | Equipo local    | Marcador | Equipo visitante |
| ------------------------ | ---------- | --------------- | -------- | ---------------- |
| Buenos Aires             | Arcilla    | Argentina       | 3–2      | Alemania Fed.    |
| Barcelona                | Arcilla    | España          | 2–3      | Gran Bretaña     |
| Donetsk                  | Arcilla    | Unión Soviética | 4–1      | India            |
| México, D.F.             | Arcilla    | México          | 2–3      | Rumanía          |

En lugar de los descendidos, fueron promovidos al Grupo Mundial los siguientes países:
- Irlanda (Ganador de la Zona de Europa/África A)
- Dinamarca (Ganador de la Zona de Europa/África B)
- Indonesia (Ganador de la Zona de Oriente)
- Paraguay (Ganador de la Zona América)